# Ayase Ueda
Ayase Ueda (jap. 上田 綺世 Ueda Ayase; ur. 28 sierpnia 1998 w Mito) – japoński piłkarz występujący na pozycji napastnika w holenderskim klubie Feyenoord. W swojej karierze grał także w Kashima Antlers i Cercle Brugge. Młodzieżowy i seniorski reprezentant Japonii. Olimpijczyk z Tokio.